# ایالت بلوچستان
ایالت بَلوچستان (به بلوچی: بلۏچستان) ایالتی در جنوب غرب پاکستان واقع است.‌این ایالت ۴۴ درصد خاک پاکستان را در بر می گیرد و بزرگترین ایالت پاکستان از نظر مساحت به شمار می آید، اما کم جمعیت ترین ایالت در این کشور است.  این ایالت از شمال با ایالت خیبر پختونخوا ، و از شرق به ایالت پنجاب و از جنوب شرقی با ایالت سند هم مرز است. و دارای مرزهای بین المللی در غرب با ایران در شمال با افغانستان دارد.  و از جنوب به دریای عرب محدود می شود.  بلوچستان فلات وسیعی از زمین‌های ناهموار است که با دامنه‌های ارتفاع کافی و ناهمواری و حوضه‌هایی دریایی و مرکزی کویری معروف است.  این ایالت دارای بزرگترین بندر دریای عمیق جهان به نام بندر گوادر در جنوب غرب آسیا در دریای عرب قرار دارد. 
مرکز این ایالت شهر کویته است. این ایالت به دو بخش قومی اداره می‌شود مناطق مرکزی و جنوبی آن با ۷۰٪ توسط بلوچ‌ها اداره می‌شود و مناطق کوچک شمال شرقی در مرز افغانستان با ۳۰٪ توسط پشتون ها به‌صورت خودمختاری اداره میشود.
این ایالت تا سال ۱۸۷۱ بخشی مرکزی و جنوبی آن از ایران بود که بر اساس قرارداد گلدسمید در دوره ناصرالدین‌شاه قاجار از ایران جدا شده و تا پیش از استقلال پاکستان به بلوچستان انگلیس یک منطقه خودمختار توسط بلوچ ها زیر اداره انگلیسی ها شناخته می‌شد. [۱۶]
بلوچستان از سوی جنوب به دریای مکران محدود می‌شود و بندر مهم این ایالت در کنار این دریا بندر گوادر است.
اقوام اصلی و بومی ساکن بلوچستان بلوچ‌ها هستند که با ۷۵٪ جمعیت بخش میانه و جنوبی آن را بلوچ‌ها تشکیل می‌دهند به همراه بقیه قومیت‌هایی که اقلیت را تشکیل می‌دهند.
مناطق جنوبی بلوچستان مکران نامیده می‌شوند. امروزه مناطق مرکزی بلوچستان پاکستان را سنتاً کلات می‌نامند.
با وجود برخورداری از منابع طبیعی زیاد، بلوچستان فقیرترین منطقه پاکستان است. منابع گازی و نفتی در ایالت بلوچستان نزدیک به مرز ایران کشف شده است که به گفته پژوهشگران می‌تواند چندین برابر منبع نفتی کویت باشد.

## جغرافیا
بلوچستان در جنوب غرب پاکستان واقع شده و مساحت آن ۳۴۷ هزار و ۱۹۰ مترمربع است. بلوچستان بزرگ‌ترین ایالت پاکستان است و ۴۴ درصد از خاک این کشور را در بر می‌گیرد. منطقه بلوچستان پاکستان به همراه بلوچستان ایران از تنگه هرمز تا شبه قاره هند ادامه دارد و بدین طریق کوتاه‌ترین مسیر برای آسیای مرکزی به دریاهای آزاد است.
این ایالت از غرب با ایران، از شمال با افغانستان و مناطق ایلی پاکستان، از شرق با پنجاب و سند و از جنوب با دریای مکران (عمان) هم‌مرز است.
بلوچستان پاکستان در جنوب شرق فلات ایران قرار گرفته و جزئی از این فلات است. این ایالت با چند منطقه مهم ژئوپلیتیکی یعنی خاورمیانه، جنوب غرب آسیا، و جنوب آسیا هم‌مرز است.
با وجود دورافتادگی و خشکی بلوچستان این موقعیت جغرافیایی باعث رقابت‌های جهانی برای عبور دادن مسیرهای مهم راه‌گذر شمال-جنوب از طریق این منطقه شده است.
مرکز ایالت بلوچستان پاکستان یعنی شهر کویته در پرجمعیت‌ترین بخش رشته‌کوه سلیمان در شمال شرقی این ایالت قرار گرفته است. کویته در دره رودخانه‌ای نزدیک به تنگه بولان جای گرفته است. این مسیر یکی از مسیرهای آسیای میانه به ساحل دریاست که از قندهار در افغانستان به اینجا می‌رسد. امپراتوری‌های قدیم و جدید مانند امپراتوری بریتانیا از این مسیر برای تهاجم به افغانستان استفاده می‌کردند.

## جدایی‌طلبی
بلوچستان منابع زیرزمینی و تجدیدپذیر مختلفی دارد و دومین تأمین‌کننده مهم گاز طبیعی در پاکستان است. اما این ایالت همواره با بهره‌کشی گسترده از منابع خود روبرو بوده و همین دلیل اصلی شورش و ناآرامی در این منطقه بوده است. مردم محلی، به ویژه مردم بلوچ دولت مرکزی در اسلام‌آباد را دلیل اصلی بهره‌کشی و سودجویی از منابع بلوچستان، بدون تلاش برای توسعه این منطقه می‌دانند. به خاطر مسائل سیاسی و فعالیت گروه‌های جدایی‌طلب در این منطقه، منابع طبیعی آن هنوز به‌طور کافی شناسایی و بهره‌برداری نشده‌اند.
مقاومت در برابر دولت پاکستان و شورش‌های گروه‌های مسلح با هدف تشکیل یک کشور مستقل برای مردم بلوچ از سال ۱۹۴۸ و پس از استقلال پاکستان آغاز شد. این جنبش، دوره‌هایی گوناگونی را پشت سر گذاشته است. اما جنگ مسلحانه در سال ۲۰۰۳ با روی کار آمدن پرویز مشرف به شدت افزایش یافته است. پرویز مشرف دستور چندین عملیات ضد شورش در بلوچستان را داد که نواب اکبر خان بوگتی (از رهبران بلوچ) در یکی از این عملیات‌ها کشته شد. گفته می‌شود در جریان این درگیری‌ها ده‌ها هزار نفر ناپدید شدند که بیشتر آنها را مأموران امنیتی پاکستان شکنجه کرده‌اند و کشته‌اند. اما تا ماه اکتبر ۲۰۲۳ تنها ۴۵۴ پرونده مستند برای افراد گمشده وجود داشته است. دولت پاکستان این اتهامات را به شدت رد می‌کند و همزمان دولت ایران را به پناه دادن به این جدایی‌طلبان و هند را به پشتیبانی مالی از آنها متهم می‌کند.
مهم‌ترین گروه جدایی‌طلب ارتش آزادی‌بخش بلوچستان است. این گروه در سال‌های اخیر بر شدت حملات خود افزوده و به‌جای هدف گرفتن نیروهای امنیتی پاکستان در ایالت بلوچستان، به حمله به چینی‌هایی تغییر داده که در پروژه‌های این منطقه حضور دارند.

## تاریخ
در سده شانزدهم میلادی براهویی‌ها حکومتی را در کلات تشکیل داده و میر احمد خان را حکمفرمای آزاد آن سامان تلقی کردند. او با گشودن نواحی مستونگ، سبی، کچی، شالکوت (کویته کنونی) و کرخ، حکمرانی خود را گسترش داد. جانشین وی میر عبداللّه خان خانات کلات را گسترش بیشتری داد.سردار گلشاه خان ، حسن زهی و حکومت این این طایفه بر مناطق از بلوچستان را می‌توان نام برد ، یکی از سرداران نامی سردار گلشاه خان حسن زهی بود که حدود ۴۴ شبانه روز با انگلیس درگیر شد و مرزهای خود را پس گرفت ، سردار گلشاه خان حسن زهی همچنین در بلوچستان ایران با سرداران همچون جما خان و سردار خلیل‌خان گمشادزهی فرماندهی میکرد که در جنگ نالک ۳۲ نفر از طایفه حسن زهی کشته شدند .او حکام کلهاری سند را شکست داد و مکران و شوروک را تحت سلطهٔ خود آورد. در نتیجه حمله نادرشاه افشار پادشاه ایران در سال ۱۷۴۸ به شبه‌قاره هند و جنگ او با محمدشاه گورکانی این ناحیه نیز به ایران ملحق شد. میر محبت خان پسر میر عبدالله خان در جریان حمله نادر به هندوستان با لشکریان بلوچ به سرداری برادرش امیر نصیر خان نوری به او کمک کرد و نادرشاه به او لقب بیگلربیگی داد. اما او در جریان کودتای برادرش میر نصیرخان که از سوی نادر شاه افشار حمایت می‌شد از حکومت خلع شد. نادرشاه حکومت میرنصیر خان بر بلوچستان را تأیید کرد و دست او را در تصرف مناطق مجاور و توسعه قلمرو خانات کلات باز گذاشت. میر نصیر خان در دوره حکومت خود کلیه مناطق بلوچستان شرقی و غربی و بمپور را تا حدود گمبرون و سرحدات کرمان به تصرف خود درآورده و کلیه امرای بلوچ را به اطاعت خود واداشت. میر نصیر خان پس از مرگ نادر شاه با احمدشاه درانی وارد جنگی شدید و خونین شد که به صلح طرفین انجامید. پس این این جنگ ضمن اتحاد با احمدشاه درانی با بیست هزار سپاهی جنگجو و کارآزموده بلوچ با احمدشاه درانی در نبرد پانی پت با پادشاهی سیک‌های مرهته وارد جنگ شد که به شکست قطعی مرهته انجامید.
پیش از تأسیس پاکستان، بلوچستان کنونی این کشور دو قسمت داشت. واحدی را ریاست‌های کلات (قلات)، خاران، لسبیله و مکران شامل بود و قسمت کویته و نواحی آن «بلوچستان انگلیسی» نامیده می‌شد. بلوچستان انگلیسی تحت نظارت امپراتوری بریتانیا بود و ریاست‌های مزبور به‌وسیلهٔ رؤسای محلی اداره می‌شدند. از سال ۱۹۵۴ میلادی هردو قسمت یادشده به صورت یک واحد تقسیمات کشوری درآمدند.
یکی از دلایل تلاش مضاعف اسلام‌آباد برای برقراری امنیت در بلوچستان از سال ۲۰۱۶ میلادی به بعد، هشدار چین به این کشور به دلیل سرمایه‌گذاری گسترده‌ای است که پکن در زمینه جاده‌سازی و راه‌آهن بین دو کشور کرده که از منطقه بلوچستان می‌گذرد. از رهگذر این تلاش‌ها در آذر ۱۳۹۶ خورشیدی ۳۱۳ شبه‌نظامی از سه گروه جدایی‌طلب مختلف، در مراسمی در فرمانداری ایالت بلوچستان در شهر کویته، سلاح‌های خود را به نواب ثناءالله زهری، سروزیر این ایالت تحویل دادند.
لازم است ذکر شود که مردم بلوچ در تاریخ همواره حضور داشته‌اند و در جنگ‌های مهمی مانند فتح اصفهان توسط افغان‌های غلزائی، نبرد کرنال (فتح هندوستان)، فتح مومباسا توسط سپاه عمان و … حضور زیادی داشته‌اند.

## جمعیت‌شناسی
تراکم جمعیت جمعیت بلوچستان به علت کوهستانی بودن و کمبود آب، کم است و تنها ۶٪ جمعیت پاکستان را در بر می‌گیرد. ارقام اولیه سرشماری مارس ۲۰۱۲ نشان داد که جمعیت بلوچستان بدون نظر گرفتن ناحیه‌های خضدار، کچهی و پنجگور ۱۵٬۱۶۲٬۲۲۲ نفر است. این رقم یک افزایش ۱۴۰٫۳ درصدی از ۵٬۵۰۱٬۱۶۴ سال ۱۹۹۸ را نشان می‌دهد و ۶٫۸۵ درصد از کل جمعیت پاکستان را تشکیل می‌دهد. در این بازه زمانی این افزایش بزرگ‌ترین افزایش در میان همه استان‌های پاکستان است. برآورد رسمی جمعیت بلوچستان نشان داده که جمعیت آن از حدود ۷٫۴۵ میلیون در سال ۲۰۰۳ به ۷٫۸ میلیون در سال ۲۰۰۵ رسیده است.

## زبان ها
زبان‌های رایج در این ایالت به ترتیب زبان بلوچی (براهویی)  که با رنگ قهوه ای نشان داده هست. و سایر زبان ها در محدوده این ایالت در شمال آن به زبان پشتو توسط قبایل خودمختار پشتون در مرز افغانستان صحبت میشود.  زبان فارسی زبان مادری قوم دهوار است که بیشتر ساکن قلعه لادگشت هستند. در مورد زبان بلوچی تلاش‌های زیادی صورت گرفته است. چندین کتاب زبان بلوچی از جمله کتاب بلوچی لبزبلد نوشته اسحاق خاموش، کتاب بلوچی لبزبلد نوشته جان محمد دشتی، کتاب فرهنگ بلوچی-فارسی نوشته عبدالغفور جهاندیده، کتاب زبان بلوچی نوشته ظهورشاه هاشمی به چاپ رسیده‌اند.
| زبان‌های نخست (سرشماری ۲۰۱۷) | زبان‌های نخست (سرشماری ۲۰۱۷) | زبان‌های نخست (سرشماری ۲۰۱۷) | زبان‌های نخست (سرشماری ۲۰۱۷) | زبان‌های نخست (سرشماری ۲۰۱۷) |
| --------------------------- | --------------------------- | --------------------------- | --------------------------- | --------------------------- |
|                             |                             |                             |                             |                             |
| بلوچی                       | بلوچی                       |                             | ۴۰٪                         | ۴۰٪                         |
| پشتو                        | پشتو                        |                             | ۳۰٪                         | ۳۰٪                         |
| براهویی                     | براهویی                     |                             | ۱۷٪                         | ۱۷٪                         |
| سندی                        | سندی                        |                             | ۴٫۶٪                        | ۴٫۶٪                        |
| سرائیکی                     | سرائیکی                     |                             | ۲٫۷٪                        | ۲٫۷٪                        |
| پنجابی                      | پنجابی                      |                             | ۱٫۱٪                        | ۱٫۱٪                        |
| اردو                        | اردو                        |                             | ۰٫۸٪                        | ۰٫۸٪                        |
| دیگر                        | دیگر                        |                             | ۲٫۹٪                        | ۲٫۹٪                        |

در سرشماری ۱۹۹۸ بلوچی با ۵۷٫۸٪ زبان اصلی بلوچستان بود که در مرکز و جنوب این ایالت صحبت میشود. بعد از آن پشتو با ۲۶٫۶٪، که در بخش شمال ایالت صحبت میشود. و زبان های اقلیتی مهاجر که به مرکز و جنوب بلوچستان آمده اند به زبان های همچون  سندی با ۵٫۶٪، پنجابی با ۲٫۵٪، سرائیکی با ۲٫۴٪، اردو با ۱٪ و زبان‌های دیگر با ۴٫۱٪ کل گویشوران را تشکیل می‌دادند.
بر پایه اتنولوگ، گویش‌های بلوچی مکرانی ۱۳٪، رخشانی ۱۰٪، سلیمانی ۷٪ و خترانی ۳٪ از کل جمعیت ایالت بلوچستان را تشکیل می‌دهند. زبان‌های دیگر شامل براهویی، لَسی، اردو، پنجابی، فارسی (هزارگی، تاجیکی، و دهواری)، سندی، سرائیکی، هندکو، هندکی می‌شوند. در ناحیه لس بیله بیشتر مردم به لَسی که یکی از گویش‌های سندی است صحبت می‌کنند. بلوچی زبان اکثریت ۲۰ ناحیه که شامل ۷۰ درصد این ایالت هست و پشتو زبان اکثریت ۱۰ ناحیه را با ۳۰ درصد تشکیل می‌دهد.

## ناحیه‌ها

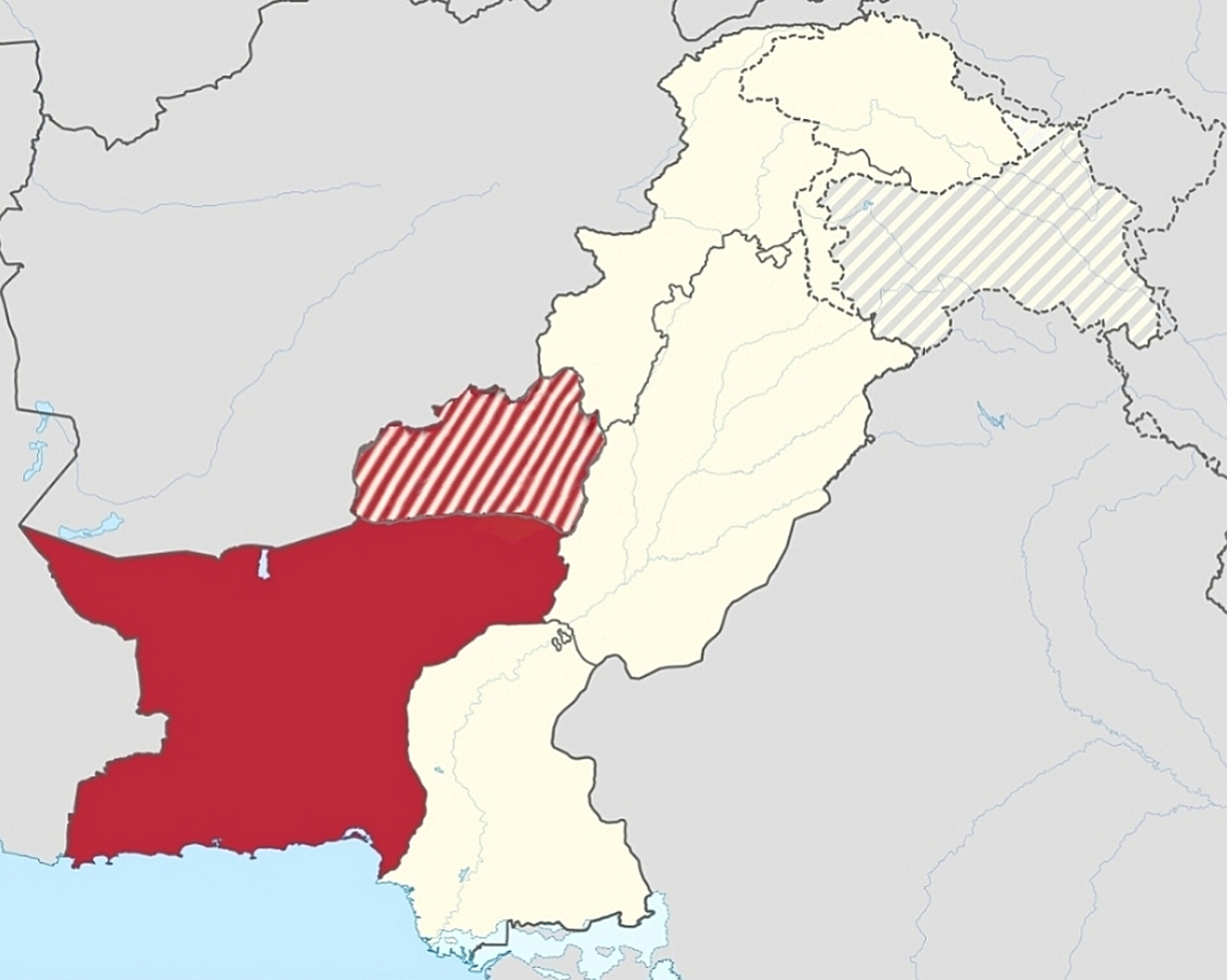
نواحی خودمختار قبایلی با رنگ شطرنجی نشانی شده

## شهرهای بلوچستان پاکستان
- کراچی
- پنجگور
- خضدار
- گوادر
- کلات
- جیوانی، پاکستان
- تربت
- پسنی
- هوشاب
- قلعه لادگشت
- دالبندین
- دیز
- کویته
- تومپ
- نوک کوندی
- خاران
- پروان
- بلا
- سوراب
- نوشکی
- مهری‌آباد
- علی‌آبات
- هزاره تاون

## فرهنگ
بلوچستان از دو منطقه وسیع تشکیل شده است. این دو منطقه با وجود داشتن مشترکات زیاد در برخی موارد تفاوت‌هایی در فرهنگ عامه، زبان و گویش محلی، آداب و رسوم، رقص بلوچی، موسیقی بلوچی، پوشش بلوچی، مسکن عشایری، آب‌وهوا، و پوشش گیاهی دارند.
این منطقه یعنی بلوچستان در ایران و پاکستان متناسب با محیط طبیعی و جغرافیایی از تنوع آب‌وهوا برخوردارند. منطقه بلوچستان ایران شامل شهرستان‌های زاهدان، سراوان، سیب و سوران، مهرستان، ایرانشهر، دلگان، نیک‌شهر، سرباز، چابهار، کنارک، فنوج، و خاش هستند. وجود آثار تاریخی و باستانی همچون کوه مهرگان در سراوان، قلعه سیب سوران در سیب و سوران، و نیز آثار بجا مانده از تمدن‌های باستانی دامن و اسپیدژ ایرانشهر، و سایر کاوش‌های باستان‌شناسی و نظریه بسیاری از مورخان حکایت از آن دارد که قوم بلوچ یکی از اقوام اصیل آریایی و ایرانی است. هر چند در بین طوایف بلوچ بعضی از آنها در ادوار مختلف از مناطقی به بلوچستان مهاجرت کرده‌اند و شاید آریایی نباشند. اما پس از سکونت در بلوچستان و خویشاوندی و آمیختگی با قوم بلوچ آنچنان در فرهنگ اصیل آریایی و فرهنگ بلوچ تنیده شده‌اند که جدا نمودن آنها امکان‌پذیر نیست و امروز نیز همچون بلوچ‌های اصیل در آداب و رسوم، پوشش، زبان، و سایر اجزای فرهنگی مشترک هستند. یکی از آئین‌ها و مراسم به‌جا مانده از ایران باستان، مراسم جشن بهارگاه و عید نوروز است که در بین همه اقوام ایرانی به عنوان آئین کهن ملی و باستانی با اندک تفاوت‌هایی رواج دارد. بلوچ‌ها نیز همچون سایر اقوام ایرانی بهار طبیعت و شکوفایی غنچه‌های بهاری را گرامی می‌دارند و دراین ایام علاوه بر جشن و سرور و شادی و برپایی مراسم عید نوروز و عید طبیعت، آداب و رسوم ویژه و خاصی را در این ایام خجسته برگزار می‌کنند.

## روز فرهنگ بلوچ
روز فرهنگ بلوچ (بلوچ دودءربیدگی روچ): روز دوم مارس هرسال بلوچ‌ها در گوشه و کنار نقاط مختلف بلوچستان روز فرهنگ قوم خود را جشن می‌گیرند. در این روز خاص برای قوم بلوچ، مردم بلوچ به اجرای رقص‌های محلی نظیر رقص بلوچی، دوچاپی بلوچی و … پرداخته و جوانان کلاه بلوچی (با پوست شتر) به سر می‌بندند.

## کتاب‌خانه‌های مهم
کتابخانه‌های مهم بلوچستان:
| 1. کتابخانه عمومی ایالتی - خیابان جناح کویته 2. کتابخانه عمومی پادگان منطقه نظامی کویته 3. کتابخانه مرکز ملی پاکستان - خیابان جناح کویته 4. کتابخانه دانشگاه بلوچستان - کویته 5. کتابخانه خانه فرهنگ ج.ا. ایران - خیابان اقبال کویته 6. کتابخانه مجلس ایالتی بلوچستان 7. کتابخانه دانشکده علوم کویته 8. کتابخانه مؤسسه فناوری کشاورزی شهرک ستیلایت کویته 9. کتابخانه دانشکده دولتی فدرال منطقه نظامی کویته 10. کتابخانه کمیسیون خدمات عمومی کویته بلوچستان 11. کتابخانه مؤسسه پلی‌تکنیک کویته | 1. کتابخانه رئیس اداره کشاورزی کویته 2. کتابخانه اداره تدوین کتب درسی و مرکز گسترش آموزش بلوچستان کویته 3. کتابخانه دانشکده مقدماتی دولتی کویته 4. کتابخانه دانشکده پزشکی بولان - کویته 5. کتابخانه دانشکده افسری کویته 6. کتابخانه مدرسه پیاده‌نظام کویته 7. کتابخانه عمومی دانشکده تعمیر نو کویته 8. کتابخانه بخش فناوری برنامه‌ریزی و توسعه دبیرخانه مردمی ایالت بلوچستان کویته 9. کتابخانه دبیرخانه مردمی اداره دادگستری بلوچستان - کویته 10. کتابخانه اداره حفظ منافع و بهبود وضعیت امور کارمندان دولت بلوچستان 11. کتابخانه دانشکده کشاورزی بلوچستان - کویته | 1. کتابخانه دانشکده مهندسی - خضدار 2. کتابخانه اداره زمین‌شناسی پاکستان - کویته 3. کتابخانه دانشکده دولتی دخترانه - کویته 4. کتابخانه فرهنگستان توسعه مناطق روستائی - خیابان سریاب کویته 5. کتابخانه بیمارستان مردمی کویته 6. کتابخانه دادگاه عالی بلوچستان - کویته 7. کتابخانه دانشکده حقوق - کویته 8. کتابخانه سندیمن - شهرداری کویته 9. کتابخانه اقامتگاه استاندار بلوچستان - کویته 10. کتابخانه مؤسسه شهرداری مستونگ 11. کتابخانه شهید محمد منتظری - هزاره تاون |  |

افزون بر این در دانشکده‌های شهرهای مستونگ، ژوب، بهاگ، چمن، قلات، لورالائی، پشین، سبی، هرنائی، تربت، پنجگور، دیره‌بگتی، کوهلو، گوادر، نوشکی، خضدار، و لسبیله و بیشتر مدارس بلوچستان نیز کتابخانه‌هایی وجود دارند.